# يارا شاري
يارا شاري (بالإنجليزية: Yara Charry)‏ ممثلة فرنسية–برازيلية. برزت على شاشة التلفزيون في عام 2018، حيث لعبت دور شخصية يشم، أحد أبطال مسلسل الشباب قلوب شابة: حياة البرازيلية، على قناة غلوبو.
ولدت في باريس، في فرنسا، وهي ابنة لأم برازيلية وأب فرنسي.

## وصلات خارجية
- يارا تشاري على موقع IMDb (الإنجليزية)
- يارا تشاري على موقع ألو سيني (الفرنسية)
- يارا تشاري على موقع قاعدة بيانات الفيلم (الإنجليزية)